# Patrick J. Brown
Patrick John Brown (Oak Park, Illinois; 9 de noviembre de 1952 - Bajo Manhattan, 11 de septiembre de 2001) fue un capitán de bomberos estadounidense, perteneciente al cuerpo del Departamento de Bomberos de la Ciudad de Nueva York. Era veterano del Cuerpo de Marines durante la Guerra de Vietnam. Murió con el resto de los miembros de su equipo durante los atentados del 11 de septiembre de 2001, víctimas del colapso de la Torre Norte, mientras intentaban rescatar a personas en su interior.
Sus restos fueron recuperados de entre los escombros de la Torre Norte el 14 de diciembre de aquel año, y dos semanas después sus cenizas fueron esparcidas en Central Park, según sus deseos. Su casco de jefe de bomberos fue trasladado al National September 11 Memorial & Museum, donde se expuso contando la historia de Brown y sus compañeros de la Escalera 3 fallecidos.
En 2006, su vida y su época fueron objeto del documental Finding Paddy.
First Responders, de Jennifer Murphy, cuenta la historia de Patrick y su hermano Michael, que finalmente sucumbió a un cáncer relacionado con el 11-S. Michael Brown había escrito What Brothers Do, en honor de Patrick.